# Baňkův mlýn
Baňkův mlýn ve Slaném v okrese Kladno je mlýn, který stojí na Červeném potoce ve východní části města. Je chráněn jako nemovitá kulturní památka České republiky; předmětem ochrany je bývalý mlýn čp. 348 a pozemek parc. č. st. 522/1.

## Historie
Vodní mlýn, původně renesanční, byl po požáru v roce 1869 znovu vystavěn Josefem Fischerem. V roce 1884 jej pravděpodobně od hraběte Martinice koupil statkář Václav Baňka z Třebíze, pozdější starosta Slaného (1905–1911). V roce 1908 byl mlýn přestavěn.

## Popis
Jednopatrová budova na obdélném půdorysu postavená rovnoběžně s cestou je kryta sedlovou střechou. Její průčelí je orientované směrem do ulice a je opatřené bohatě zdobenou devítiosou fasádou; půdní polopatro člení 18 okenních os. Hlavní vstup v přízemí je situovaný na střední osu, vedlejší je umístěný v první ose vpravo.
Vysoká dřevěná okna jsou dělená do tabulek. Balkon nad hlavním vstupem má kuželkovou balustrádu a je vysazený na kamenných krakorcích. Jednotlivá podlaží oddělují vysazené odstupňované kordonové římsy. Dvorní průčelí je hladké, členěné okny a pavlačí. Pavlač umístěná v patře je nesena litinovými dekorativními konzolami.
Po přestavbě roku 1908 byl mlýn poháněn nejen parním strojem, ale také vodou, která dopadala na vodní kolo o průměru 3 metry. Na kolo tekla náhonem od vodárny na Fortenském předměstí přes rybník Brod, odtud klenutým kanálem k mlýnskému kolu a kanálem a strouhou zpět do Červeného potoka.